# Azione di gruppo
In algebra, un'azione di gruppo è una mappa che consente di mettere in relazione gli elementi di un gruppo con quelli di un altro insieme. È così possibile ottenere una corrispondenza tra le proprietà del gruppo e quelle dell'insieme (che può, a seconda dei casi, essere dotato di altre strutture, per esempio strutture algebriche).

## Definizione
Siano G un gruppo ed A un insieme. Si dice azione di gruppo (ovvero G-azione) una funzione:
{\displaystyle G\times A\longrightarrow A}
{\displaystyle (g,a)\mapsto g\cdot a,}
dove {\displaystyle \cdot } è definita in modo tale da verificare le due seguenti condizioni:
- {\displaystyle 1_{G}\cdot a=a\quad \forall a\in A;}
- {\displaystyle g\cdot (h\cdot a)=(gh)\cdot a\quad \forall g,h\in G,\ a\in A.}[1]

Quest'ultima proprietà non va confusa con quella associativa che è definita solo per elementi di uno stesso insieme, mentre g, h e a appartengono a insiemi diversi.
In letteratura, data una G-azione su un insieme A, si dice anche che il gruppo G agisce su A o che A è un G-insieme.

## Orbite
Data la relazione di equivalenza {\displaystyle \sim } su {\displaystyle A}
{\displaystyle x,y\in A,\ x\ \sim \ y\ \ {\rm {se}}\ \exists g\in G\ \ {\rm {t.c.}}\ \ y=g\cdot x}
le classi di equivalenza così definite si dicono orbite. Le orbite formano una partizione di {\displaystyle A}. L'orbita contenente l'elemento {\displaystyle x} è data da 
{\displaystyle O(x)=\{g\cdot x\mid g\in G\}.}
Nel caso di un'azione di coniugio, le orbite prendono il nome di classi di coniugio.

### Numero di orbite
Se il gruppo finito {\displaystyle G} agisce sull'insieme finito {\displaystyle A}, per il lemma di Burnside (dovuto a Frobenius) il numero di orbite di tale azione è pari a:
{\displaystyle {\frac {1}{|G|}}\sum _{g\in G}|{\mbox{fix}}(g)|}
dove 
{\displaystyle {\mbox{fix}}(g)=\{a\in A:g\cdot a=a\}}
è l'insieme degli elementi di {\displaystyle A} che sono lasciati fissi dall'elemento {\displaystyle g} di {\displaystyle G}.

### Sistemi dinamici
Nell'analisi dei sistemi dinamici, l'evoluzione di un sistema dinamico viene formalizzata da un omomorfismo di gruppo {\displaystyle \alpha :G\to {\mbox{aut}}(A)} che induce un'azione continua di un gruppo topologico G su un'algebra localmente convessa A. In tal caso le orbite sono le traiettorie compiute dal sistema nello spazio delle fasi.

## Stabilizzatore
Dato un punto {\displaystyle x} in {\displaystyle A}, si definisce stabilizzatore di {\displaystyle x} il sottogruppo di {\displaystyle G} formato dagli elementi che fissano {\displaystyle x}:
{\displaystyle G_{x}=\{g\in G\mid g\cdot x=x\}.}
Lo stabilizzatore è un sottogruppo di G.
Per un gruppo finito, l'orbita {\displaystyle O_{x}} di un elemento {\displaystyle x} conta tanti elementi quanti l'indice dello stabilizzatore {\displaystyle G_{x}} in {\displaystyle G}. Vale allora la seguente formula per il calcolo dell'ordine di {\displaystyle G}:
{\displaystyle |G|=|O_{x}|\cdot |G_{x}|.}
Una biiezione esplicita fra le classi laterali
{\displaystyle M(x)=\{gG_{x}\}_{g\in G}}
e l'orbita {\displaystyle O(x)} è data da:
{\displaystyle O(x)\rightarrow M(x),}
{\displaystyle g\cdot x\mapsto gG_{x}.}

## Azioni sinistre e destre
L'azione definita viene detta più propriamente azione a sinistra. Si può definire in maniera analoga un'azione a destra {\displaystyle A\times G\rightarrow A} di {\displaystyle G} su {\displaystyle A}, per la quale valgono risultati analoghi a quelli dell'azione a sinistra.

## Definizioni ulteriori
Un'azione è banale se 
{\displaystyle \forall g\in G,\forall x\in A:\,g\cdot x=x.}
Un'azione è fedele se ogni elemento di {\displaystyle G} sposta almeno un punto di {\displaystyle A}:
{\displaystyle \forall g\in G,g\neq e,\,\exists x\in A:\,g\cdot x\neq x.}
Un'azione è libera se gli stabilizzatori sono tutti banali:
{\displaystyle \forall g\in G,g\neq e,\forall x\in A:\,g\cdot x\neq x.}
Un'azione è transitiva se esiste un'unica orbita:
{\displaystyle \forall x,y\in A,\,\exists g\in G:\,y=g\cdot x.}
Un'azione è semplicemente transitiva se: 
{\displaystyle \forall x,y\in A,\,\exists !g\in G:\,y=g\cdot x.}
Un punto fisso è un elemento {\displaystyle x} in {\displaystyle A} che è lasciato invariato da tutti gli elementi di {\displaystyle G}, ovvero la sua orbita si riduce al solo elemento {\displaystyle \{x\}}:
{\displaystyle g\cdot x=x,\,\forall g\in G.}
Si hanno analoghe definizioni per le azioni destre. Inoltre, si noti che ogni azione libera è fedele e un'azione è semplicemente transitiva se e solo se è libera e transitiva.

## Azioni e permutazioni
Se {\displaystyle \cdot } è un'azione del gruppo {\displaystyle G} sull'insieme non vuoto {\displaystyle X} allora per ogni {\displaystyle g\in G} la funzione {\displaystyle \pi _{g}:X\to X:x\mapsto g\cdot x} è una permutazione di {\displaystyle X}, in effetti l'insieme {\displaystyle S:=\{\pi _{g}:g\in G\}} costituisce un sottogruppo del gruppo simmetrico di {\displaystyle X}. In particolare {\displaystyle S} è isomorfo a {\displaystyle G} se e solo se l'azione è fedele.

## Esempi
- Ogni gruppo agisce su se stesso, tramite traslazione:

{\displaystyle G\times G\rightarrow G,}
{\displaystyle (g,x)\mapsto g\cdot x.}
- Sia {\displaystyle V} uno spazio vettoriale di dimensione finita {\displaystyle n}. Si consideri il gruppo delle funzioni lineari invertibili {\displaystyle \mathrm {GL} _{n}(V)}. Allora

{\displaystyle \mathrm {GL} _{n}(V)\times V\rightarrow V,}
{\displaystyle (f,v)\mapsto f\cdot v:=f(v),}
è un'azione di {\displaystyle \mathrm {GL} _{n}(V)} su {\displaystyle V.}

## Azioni su spazi topologici
Supponiamo ora che {\displaystyle A} sia uno spazio topologico. Sia {\displaystyle X}  lo spazio delle orbite dotato della topologia quoziente e sia {\displaystyle p} la proiezione naturale
{\displaystyle p:A\to X\,\!.}
Per definizione di topologia quoziente la mappa {\displaystyle p} è una funzione continua.

### Azioni e rivestimenti
Un caso molto studiato in topologia è quello in cui la mappa {\displaystyle p} è un rivestimento. Affinché questo accada, sono necessarie alcune ipotesi sull'azione.
L'azione è detta propriamente discontinua se per ogni coppia di sottoinsiemi compatti {\displaystyle H} e {\displaystyle K} di {\displaystyle A} l'intersezione
{\displaystyle gH\cap K\,\!}
è non vuota solo per un numero finito di elementi {\displaystyle g} del gruppo {\displaystyle G}.
Se {\displaystyle A} è uno spazio di Hausdorff localmente compatto, le condizioni seguenti sono equivalenti.
- {\displaystyle G} agisce in modo libero e propriamente discontinuo.
- {\displaystyle X} è di Hausdorff e ogni {\displaystyle x} in {\displaystyle A} ha un intorno aperto {\displaystyle U} tale che

{\displaystyle gU\cap U=\emptyset }
per ogni {\displaystyle g} in {\displaystyle G}.
- {\displaystyle X} è di Hausdorff e la proiezione {\displaystyle p:A\to X} è un rivestimento.

### Esempi
Il gruppo {\displaystyle {\mathbb {Z} }_{2}\equiv {\mathbb {Z} }/{2\mathbb {Z} }=\{0,1\}} agisce sulla sfera {\displaystyle S^{n}}: si associa all'elemento "1" la mappa antipodale. L'azione è libera e propriamente discontinua. Lo spazio quoziente è lo spazio proiettivo reale {\displaystyle \mathbb {R} \mathbb {P} ^{n}}.